# CE-20
CE-20はインドが開発中の液体水素/液体酸素ロケットエンジンである。CE-20エンジンはインド宇宙研究機関の傘下の液体燃料推進システムセンター(LPSC: Liquid Propulsion Systems Centre)で開発中である。GSLV Mk III の上段に使用される予定である。インドにとって初のガス発生器サイクルによる液体水素/液体酸素ロケットエンジンである。

## 概要
CE-20はインド初のガス発生器サイクルによる液体水素/液体酸素ロケットエンジンである。エンジンは200kNの推力を発生するが通常は180 kNから 220 kNで調整できる。燃焼室は液体水素と液体酸素が6MPaの圧力で混合比は5.05で燃焼する。エンジンの推力重量比は34.7で比推力は真空中で444秒である。ISROは2015年4月28日にMahendragiriの試験施設で長秒時(635秒間)の燃焼試験に成功した。
2015年7月16日にCE-20はMahendragiriのISRO推進施設で800秒間の長秒時燃焼試験に成功した。この燃焼時間は飛行中のエンジンの燃焼時間のおよそ25%以上に相当する。

## 現状
2008年時点で補機レベルの試験は完了し2010年半ばに実際の状況に近い状態での試験を予定している。異なる種類のロケットを打ち上げる為の設備の準備は完了している。

## 仕様
エンジンの仕様はLPSCの発表に基づく。
- 種類 - ガス発生器サイクル
- 推進剤 - 液体酸素 / 液体水素
- 真空中での推力 - 200 kN
- 推力の運転域 - 180 kNから220 kN (任意の推力を維持できる)
- 燃焼室圧力 (通常) - 6 MPa
- 混合比 (酸化剤/燃料の重量比) - 5.05
- 比推力 - 443 ± 3 秒
- 燃焼時間 (通常) - 595秒
- 総流量 - 462 kg/秒
- ノズル開口比 - 100
- 重量 - 588 kg